# Robigus rubipunctata
Robigus rubipunctata är en insektsart som först beskrevs av William Lucas Distant 1984.  Robigus rubipunctata ingår i släktet Robigus och familjen Derbidae. Inga underarter finns listade i Catalogue of Life.